# アレクサ・ダヴァロス
アレクサ・ダヴァロス（Alexa Davalos、1982年5月28日）は、アメリカ合衆国の女優。2002年の連続テレビドラマ『エンジェル』シーズン4のグウェン・ライデン役に続き、『リディック』(2004年)、『ラブ・アペタイザー』(2007年)、『ミスト』(2007年)、『ディファイアンス』(2008年)、『タイタンの戦い』(2010年)とハリウッド映画に出演している。また連続テレビドラマ『Reunion』(2005年–2006年)、フランク・ダラボン制作、脚本、監督の『Mob City』(2013年)にも出演している。Amazonスタジオの連続ドラマ『高い城の男』(2015年-2019年)のジュリアナ・クレイン役で主演した。またCBSの連続テレビドラマ『FBI: Most Wanted 〜指名手配特捜班〜』(2021年-現在)で特別捜査官クリスティン・ゲインズ役を演じている。

## 生い立ち
フランス・パリにて、アレクサ・ダヴァロス・デュナス（Alexa Davalos Dunas）として生まれた。両親はアメリカ人で、父親は写真家のジェフ・デュナス (Jeff Dunas) 、母親は女優のエリッサ・ダヴァロス (Elyssa Davalos) で、母方の祖父は俳優のリチャード・ダヴァロスである。幼少期をフランスとイタリアで過ごし、ニューヨークに移った。
母方からスペインとフィンランドの流れを汲んでいる。父方の祖先はリトアニアのヴィリニュスに居住し、東欧ユダヤ人の血を引く。宗教的な家庭ではなかったが、一時期ヘブライ学校に通学していた。
17歳で自立し、ニューヨーク市へ移住した。ピーター・リンドバーグなどの写真家のモデルとしてキャリアをスタートさせた。劇場で働きつつ、演技で世に出たいという使命感を持った。演技への情熱を募らせ、ニューヨークのオフ・ブロードウェイのフリー・シアターに通った。本格的にキャリアを始めるまで、演技のことは家族に明かさなかった。

## キャリア
2002年、短編映画『The Ghost of F. Scott Fitzgerald』でチャーリー・ホフハイマーと共演し、2002年のトロント国際映画祭で上映された。2003年9月、HBOのテレビ映画『And Starring Pancho Villa as Himself』でアントニオ・バンデラスの相手役を務めた。2004年公開の『リディック』でフィーチャー映画デビューし、ジャック/キーラ役で出演した。
2002年、テレビドラマ『エンジェル』に超人的グウェン・ライデン役で3エピソードに出演し、2005年、FOXの『Reunion』に出演した。2007年、恋愛ドラマ映画『ラブ・アペタイザー』でグレッグ・キニアおよびモーガン・フリーマンと共演した。フランク・ダラボン監督の『ミスト』でサリー役を演じ、トーマス・ジェーン、ローリー・ホールデン、マーシャ・ゲイ・ハーデンと共演した。
2008年、エドワード・ズウィック監督の戦争映画『ディファイアンス』でダニエル・クレイグの相手役を演じた。リメイク映画『タイタンの戦い』で王女アンドロメダ役を演じ、サム・ワーシントン、レイフ・ファインズ、リーアム・ニーソンと共演した。2012年の続編『タイタンの逆襲』にはスケジュールの都合により出演できなかった。
2013年、ダラボン制作、脚本、監督の連続テレビドラマ『Mob City』に出演した。2015年、『高い城の男』(2015年-2019年)で主演した。
2019年、『パニッシャー』に短期間出演し、『Mob City』に出演していたジョン・バーンサルと再び共演した

## 私生活
女優のアマンダ・リゲッティ、カイラー・リーと親しく、リゲッティの結婚式では花嫁介添人を務めた。「ドジ」を自認し、旅行と読書が趣味である。プライベートはあまり明かさないタイプである。
2019年5月19日、ネットフリックスの連続テレビドラマ『パニッシャー』で共演した俳優のジョシュ・スチュワートと結婚した。

## 出演作品

### 映画
| 公開年 | 邦題 原題                            | 役名                   | 備考           |
| ------ | ------------------------------------ | ---------------------- | -------------- |
| 2002   | Coastlines                           | エディ・ヴァンスの彼女 | クレジット無し |
| 2002   | The Ghost of F. Scott Fitzgerald     | ベス・ガンサー         | 短編           |
| 2004   | リディック The Chronicles of Riddick | ジャック/キーラ        |                |
| 2007   | ラブ・アペタイザー Feast of Love     | クロエ・バーロウ       |                |
| 2007   | ミスト The Mist                      | サリー                 |                |
| 2008   | ディファイアンス Defiance            | リルカ・ティックティン |                |
| 2010   | タイタンの戦い Clash of the Titans   | 王女アンドロメダ       |                |

### テレビ
| 公開年    | 邦題 原題                                                             | 役名                             | 備考                                                            |
| --------- | --------------------------------------------------------------------- | -------------------------------- | --------------------------------------------------------------- |
| 2002      | Untitled Secret Service Project                                       | イライザ・ランドルフ             | Unsold pilot                                                    |
| 2002      | Undeclared                                                            | スーザン                         | エピソード: "The Day After"                                     |
| 2002–03   | エンジェル Angel                                                      | グウェン・ライデン               | 3エピソード                                                     |
| 2003      | バンデラスの英雄パンチョ・ヴィラ And Starring Pancho Villa as Himself | テディ・サンプソン               | テレビ映画 WOWOW放映時のタイトルは『革命の男 パンチョ・ヴィラ』 |
| 2005–06   | Reunion                                                               | サマンサ・カールトン             | メイン、13エピソード                                            |
| 2006      | Surrender, Dorothy                                                    | サラ                             | テレビ映画                                                      |
| 2007      | Raines                                                                | サンディ・ボードルー             | エピソード: Pilot                                               |
| 2013      | Mob City                                                              | ジャスミン・フォンテイン         | メイン、6エピソード                                             |
| 2015-     | 高い城の男 The Man in the High Castle                                 | ジュリアナ・クレイン             | Amazonオリジナルドラマ 主演                                     |
| 2019      | The Punisher                                                          | ベス・クィン                     | 2エピソード                                                     |
| 2021–現在 | FBI: Most Wanted 〜指名手配特捜班〜 FBI: Most Wanted                  | 特別捜査官クリスティン・ゲインズ | メイン                                                          |